# Campeonato Paulista de Futebol de 1942
O Campeonato Paulista de Futebol de 1942 foi a 2.ª edição do campeonato organizado pela Federação Paulista de Futebol (FPF). Teve como campeão a equipe do Palmeiras e o Corinthians como vice-campeão. O artilheiro foi da equipe do Corinthians, Mário Milani, com 24 gols.
A partida que decidiu a conquista do Palmeiras foi diante do São Paulo, que disputava também a taça junto com o Corinthians. A disputa foi influenciada negativamente pela Segunda Guerra Mundial e marcou a primeira conquista alviverde depois de o clube ter sido obrigado a abandonar o nome de Palestra Itália.

## História

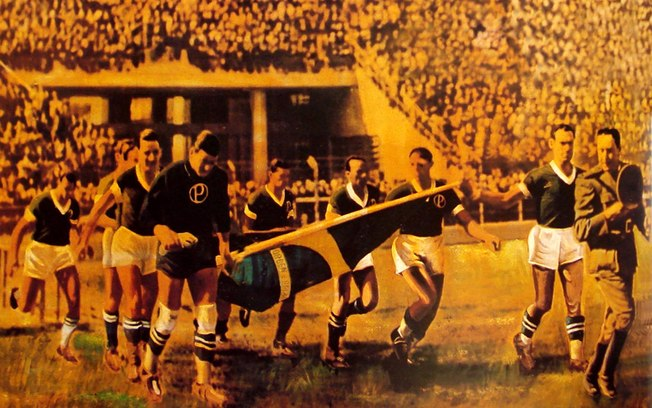
Tela que reproduz a Arrancada Heroica de 1942

O Brasil declarara guerra aos países do Eixo, e começou uma perseguição às colônias desses países no Brasil. Isso levou o Sport Club Germânia a mudar de nome para esporte Clube Pinheiros. Do mesmo modo, o Palestra Itália, temendo ser fechado e perder seu patrimônio, mudou de nome.
Inicialmente, a equipe alterou sua denominação para Palestra de São Paulo e ainda disputou seis partidas, todas com vitória no campeonato. A mudança não satisfez as autoridades perseguidoras e representantes da sociedade da época, o que obrigou o clube a fazer uma nova alteração, desta vez definitiva, para Palmeiras, dias antes da partida que poderia decidir o campeonato.
Como o Palestra era o líder da competição e restavam dois jogos para fim, exatamente contra São Paulo e Corinthians, bastava uma vitória para a conquista do título. Por coincidência, após a mudança de nome, o Palmeiras enfrentaria justamente a equipe tricolor, tida como grande responsável pela perseguição e por uma campanha na qual o clube alviverde era acusado de ser "inimigo da pátria".
Em 20 de setembro de 1942, o Palmeiras entrou em campo pela primeira vez com o nome que é conhecido até os dias de hoje. Para evitar as vaias que eram prometidas pelos rivais, a equipe surgiu no gramado do Estádio do Pacaembu com uma bandeira do Brasil; e foi aplaudida pelos presentes.
O jogo foi tenso e violento, com vitória alviverde por 3 a 1, e abandono de campo do escrete tricolor aos 21 minutos do segundo tempo, quando o árbitro marcou um pênalti cometido por Virgílio.
O Palmeiras ganhou a primeira taça com o novo nome. Com a derrota, o São Paulo terminou em terceiro, atrás do Corinthians, vice-campeão. Todo o episódio que marca a mudança do nome do alviverde que teve como desfecho o título, é conhecido historicamente como "Arrancada Heroica".
Neste campeonato de 1942, por sinal, foi registrado o maior público da história do Pacaembu: 70.281 pessoas assistiram ao empate em 3x3 entre São Paulo e Corinthians,no dia 24 de maio, que marcou a estreia de Leônidas da Silva com a camisa tricolor.

## Participantes
- Comercial (São Paulo)
- Corinthians (São Paulo)
- Hespanha (Santos)
- Juventus (São Paulo)
- Palmeiras1 (São Paulo)
- Portuguesa (São Paulo)
- Portuguesa Santista (Santos)
- Santos (Santos)
- São Paulo (São Paulo)
- São Paulo Railway (São Paulo)
- Ypiranga (São Paulo)

## Campanha do Campeão

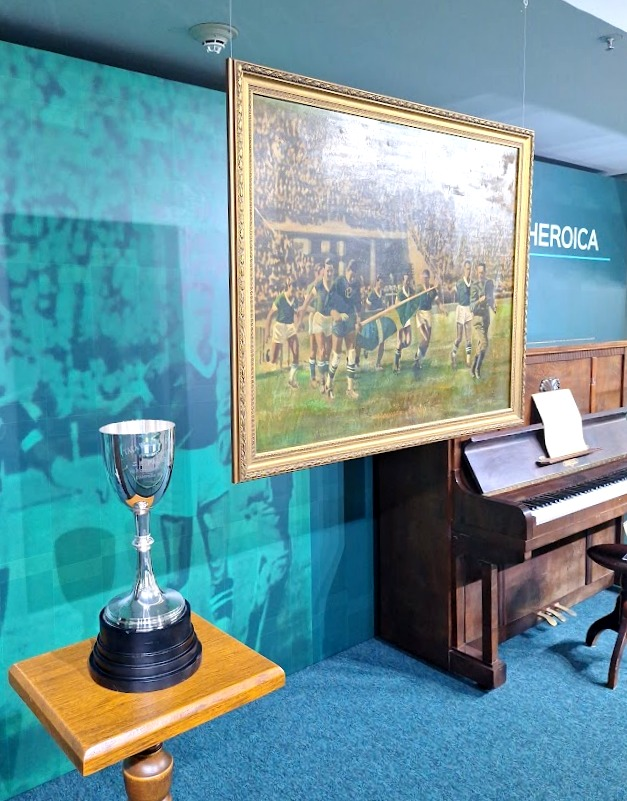
Ala dedicada à Arrancada Heroica na Sala de Troféus do Palmeiras

- 04/04 Palestra de São Paulo 6 x 0 Comercial (SP)
- 12/04 Portuguesa 1 x 1 Palestra de São Paulo
- 19/04 Palestra de São Paulo 4 x 2 Ypiranga
- 03/05 Palestra de São Paulo 3 x 0 Juventus
- 10/05 Palestra de São Paulo 3 x 2 Santos
- 17/05 Palestra de São Paulo 3 x 2 São Paulo Railway
- 31/05 Palestra de São Paulo 2 x 1 Port. Santista
- 07/06 Palestra de São Paulo 6 x 0 Espanha
- 14/06 São Paulo 1 x 2 Palestra de SãoPaulo
- 28/06 Palestra de São Paulo 1 x 1 Corinthians
- 19/07 Palestra de São Paulo 3 x 0 Espanha
- 26/07 Palestra de São Paulo 3 x 2 São Paulo Railway
- 02/08 Juventus 0 x 4 Palestra de São Paulo
- 09/08 Ypiranga 1 x 4 Palestra de São Paulo
- 16/08 Santos 2 x 5 Palestra de São Paulo
- 23/08 Palestra de São Paulo 6 x 0 Comercial (SP)
- 08/09 Palestra de São Paulo 4 x 0 Portuguesa
- 13/09 Portuguesa Santista 0 x 1 Palestra de São Paulo
- 20/09 Palmeiras 3 x 1 São Paulo
- 04/10 Corinthians 3 x Palmeiras

## Jogo decisivo
| 20 de setembro de 1942 | Palmeiras                                                                     | 3 x 1 | São Paulo                                  | Estádio do Pacaembu, São Paulo Público: 45.913 Árbitro: Jaime Janeiro Rodrigues |
|                        | Cláudio 19 do 1.º tempo Del Nero 43 do 1.º tempo Echevarrieta 14 do 2.º tempo |       | Waldemar de Brito 23 do 1.º tempo Virgílio |                                                                                 |

Palmeiras: Oberdan, Junqueira e Begliomini; Zezé Procópio, Og Moreira e Del Nero; Cláudio, Waldemar Fiúme, Villadóniga, Lima e Echevarrieta. Técnico: Armando Del Debbio.
São Paulo: Doutor, Piolin e Virgílio; Lola, Noronha e Silva; Luizinho, Waldemar de Brito, Leônidas da Silva, Remo e Pardal. Técnico: Conrado Ross.

## Premiação
| Campeão Paulista de 1942 |
| ------------------------ |
| PALMEIRAS (9º título)    |

## Classificação final
| Classificação - Final | Classificação - Final  | Classificação - Final | Classificação - Final | Classificação - Final | Classificação - Final | Classificação - Final | Classificação - Final | Classificação - Final | Classificação - Final |
| Time | Time                   | PG                    | J                     | V                     | E                     | D                     | GP                    | GC                    | SG                    |
| --- | ---------------------- | --------------------- | --------------------- | --------------------- | --------------------- | --------------------- | --------------------- | --------------------- | --------------------- |
| 1 | Palmeiras              | 36                    | 20                    | 17                    | 2                     | 1                     | 65                    | 19                    | 46                    |
| 2 | Corinthians            | 33                    | 20                    | 15                    | 3                     | 2                     | 78                    | 29                    | 49                    |
| 3 | São Paulo              | 32                    | 20                    | 15                    | 2                     | 3                     | 77                    | 28                    | 49                    |
| 4 | Ypiranga               | 24                    | 20                    | 10                    | 4                     | 6                     | 55                    | 44                    | 11                    |
| 5 | São Paulo Railway      | 19                    | 20                    | 8                     | 3                     | 9                     | 48                    | 61                    | -13                   |
| 6 | Juventus               | 19                    | 20                    | 9                     | 1                     | 10                    | 42                    | 46                    | -4                    |
| 7 | Santos                 | 18                    | 20                    | 7                     | 4                     | 9                     | 59                    | 51                    | 8                     |
| 7 | Portuguesa             | 18                    | 20                    | 8                     | 2                     | 10                    | 44                    | 52                    | -8                    |
| 9 | Portuguesa Santista    | 10                    | 20                    | 5                     | 0                     | 15                    | 39                    | 60                    | -21                   |
| 10 | Comercial de São Paulo | 7                     | 20                    | 3                     | 1                     | 16                    | 34                    | 94                    | -60                   |
| 11 | Hespanha               | 4                     | 20                    | 1                     | 2                     | 17                    | 30                    | 87                    | -57                   |
| PG - Pontos Ganhos; J - Jogos; V - Vitórias; E - Empates; D - Derrotas; GP - Gols Pró; GC - Gols Contra; SG - Saldo de Gols |                        |                       |                       |                       |                       |                       |                       |                       |                       |

|  |         |
|  | Campeão |